# Numério Fábio Pictor
Numério Fábio Pictor (em latim: Numerius Fabius Pictor) foi um político da gente Fábia da República Romana eleito cônsul em 266 a.C. com Décimo Júnio Pera. Era filho de Caio Fábio, que recebeu o cognome Pictor por ter pintado o templo da deusa Salus entre 307 e 302 a.C, e irmão de Caio Fábio Pictor, que foi cônsul em 269 a.C.

## Primeiros anos
Provavelmente é o mesmo "Fábio Pictor" que participou, em 273 a.C., com Quinto Fábio Máximo Gurges e Quinto Ogúlnio Galo, de uma expedição ao faraó do Egito Ptolemeu III, parente e aliado de Pirro de Epiro, que ameaçava intervir contra os interesses romanos no sul da Itália. Quando retornaram, os embaixadores fizeram seu relato ao Senado e devolveram ao Tesouro os presentes que receberam de Ptolemeu. Os senadores, porém, recusaram o nobre gesto e permitiram que eles conservassem a recompensa que receberam.

## Consulado (266 a.C.)
Foi eleito cônsul em 266 a.C. com Décimo Júnio Pera, dois anos antes da Primeira Guerra Púnica. Neste ano foram celebrados dois triunfos: o primeiro, pela vitória contra os sarsinatos e o segundo, contra os salentinos e messápios.

## Escritor
William Smith diz que Cícero cita  N. Fabius Pictor como autor dos anais, em grego, no qual um sonho de Enéas é citado. Cícero cita Fábio Pictor, o que pode perfeitamente se enquadrar na conjectura de William Smith, de que Cícero se referia a Quinto Fábio Pictor, sobrinho de Numério e historiador.